# あまく危険な香り (テレビドラマ)
『あまく危険な香り』（あまくきけんなかおり）は、TBS系列の金曜ドラマ（毎週金曜日22:00 - 22:54）の枠で、1982年（昭和57年）3月19日から同年5月21日まで放送されていたテレビドラマ。全9話。

## 概要
トラック運転手の雨宮高志とその妹で食堂勤務の葉子。二人は決して豊かではないが幸せな日々を暮らしていた。そして横浜の山の手の豪邸に住む未亡人・小田切悦子は、亡き夫が経営していた会社の会長という職にあった。ある日、悦子の元を小田切家でお手伝いをしていた中川信江が訪ねてきた。信江は、高志の恋人であり、その高志との結婚資金を頼みに500万円を要求しに来たのだった。悦子にとっては、信江に夫の死の秘密を握られているという弱みがあった。ある日、信江が交通事故で亡くなる。婚約者を失った高志だが、その信江の死に疑問を抱き、悦子が事故の真相を知っているのではとにらんで、悦子に近付いて行き、やがていつしか高志と悦子の間に愛が生まれていく…。様々な愛憎を多くの方向から、サスペンス調に描いたラブミステリー的なドラマ。

## キャスト
- 雨宮高志：根津甚八
- 小田切悦子：倍賞千恵子
- 雨宮葉子：浅野温子
- 露木吾郎：岡田眞澄
小田切家付きの運転手。
- 平野哲夫：陣内孝則
- 小田切健策：市村俊幸
- 永井ツネ子：池波志乃
- 丸山六太郎：高橋昌也
- 中川信江：風吹ジュン
- 仁科和彦：勝部演之
- 小沢正彦：塩屋智章
- 長谷川俊介：林ゆたか
- 食堂のおばさん：森康子
- 秘書：山元恵子
- コック：三川雄三

### ゲスト
第1回
- アナウンサー：野村信次
- 小田切商会の役員：小野泰次郎
- 小田切商会の役員：川部修詩

第2回
- 中川たね：堀越節子

第3回
- 伊東：本郷淳
- 小松：宇南山宏
- 中村：吉田未来
- 作業員：加藤益弘、堂下勝行
- 安田：松本茂
- パーティーの客：山田桂司、沼岡淳、東谷由香、青沼美代子
- ウェイトレス：山田恵里

第4回
- サリー：絵沢萌子
悦子がかつて踊り子をしていた時の仲間。
- ウェイトレス：山田恵里

第6回
- 食堂の客：ロッカーズ
- 小田切正策：山本武

第7回
- 吉岡刑事：山岡八高
- ボーイ：小柳全弘

第8回
- 吉岡刑事：山岡八高

第9回
- 吉岡刑事：山岡八高
- 巡査：小林通孝
- 中古車センター店員：松本オサム
- ウェイトレス：山田恵里

## スタッフ
- プロデューサー：宮武昭夫、大山勝美
- 脚本：北村篤子、筒井ともみ
- 演出：服部晴治、近藤邦勝、坂崎彰
- 製作著作：TBS

## 主題歌
- 山下達郎『あまく危険な香り』　（作詞・作曲・編曲：山下達郎　©1982, 1992 NICHION, INC　レーベル：AIR ⁄ RVC）

## 放映リスト
| 回数             | 放送日         | 脚本       | 演出     |
| ---------------- | -------------- | ---------- | -------- |
| 第1回            | 1982年 3月19日 | 北村篤子   | 服部晴治 |
| 第2回            | 3月26日        | 北村篤子   | 服部晴治 |
| 第3回            | 4月9日         | 北村篤子   | 近藤邦勝 |
| 第4回            | 4月16日        | 北村篤子   | 近藤邦勝 |
| 第5回            | 4月23日        | 北村篤子   | 服部晴治 |
| 第6回            | 4月30日        | 北村篤子   | 近藤邦勝 |
| 第7回            | 5月7日         | 筒井ともみ | 坂崎彰   |
| 第8回            | 5月14日        | 筒井ともみ | 近藤邦勝 |
| 第9回 （最終回） | 5月21日        | 筒井ともみ | 服部晴治 |

- 全話サブタイトルは付されなかった。
- 4月2日は映画『男はつらいよ 奮闘篇』放送のため、当時21時台に放送していた『ひまわりの歌』と共に休止。